# غويو بينيتو
غريغوريو بينيتو روبيو (بالإسبانية: Gregorio Benito Rubio)‏ (ولد في 31 أكتوبر، 1946 في طليطلة) هو لاعب إسباني سابق لكرة القدم. لعب مع نادي ريال مدريد و نادي رايو فالكانو، ولعب مع ريال مدريد من الفترة 1968 حتى 1982 وظهر معهم في 420 مباراة، وحقق معهم 6 بطولات دوري و 5 بطولات كأس.
وقد لعب مع المنتخب الإسباني لكرة القدم 22 مباراة، وكان ظهر تشكيلة المنتخب في أولمبيات 1968 والتي أقيمت في المكسيك.

## روابط أخرى
- Gregorio Benito Rubio

## روابط خارجية
- غويو بينيتو على موقع الاتحاد الدولي (مؤرشف)  (الإنجليزية)
- غويو بينيتو على موقع قاعدة بيانات كرة القدم.إي يو (الإنجليزية)
- غويو بينيتو على موقع ناشيونال فوتبول تيمز (الإنجليزية)
- غويو بينيتو على موقع عالم كرة القدم.نت (الإنجليزية)
- غويو بينيتو على موقع كووورة
- غويو بينيتو على موقع اللجنة الأولمبية الدولية (الإنجليزية)
- غويو بينيتو على موقع أوليمبيديا (الإنجليزية)